# ランズダウン駅

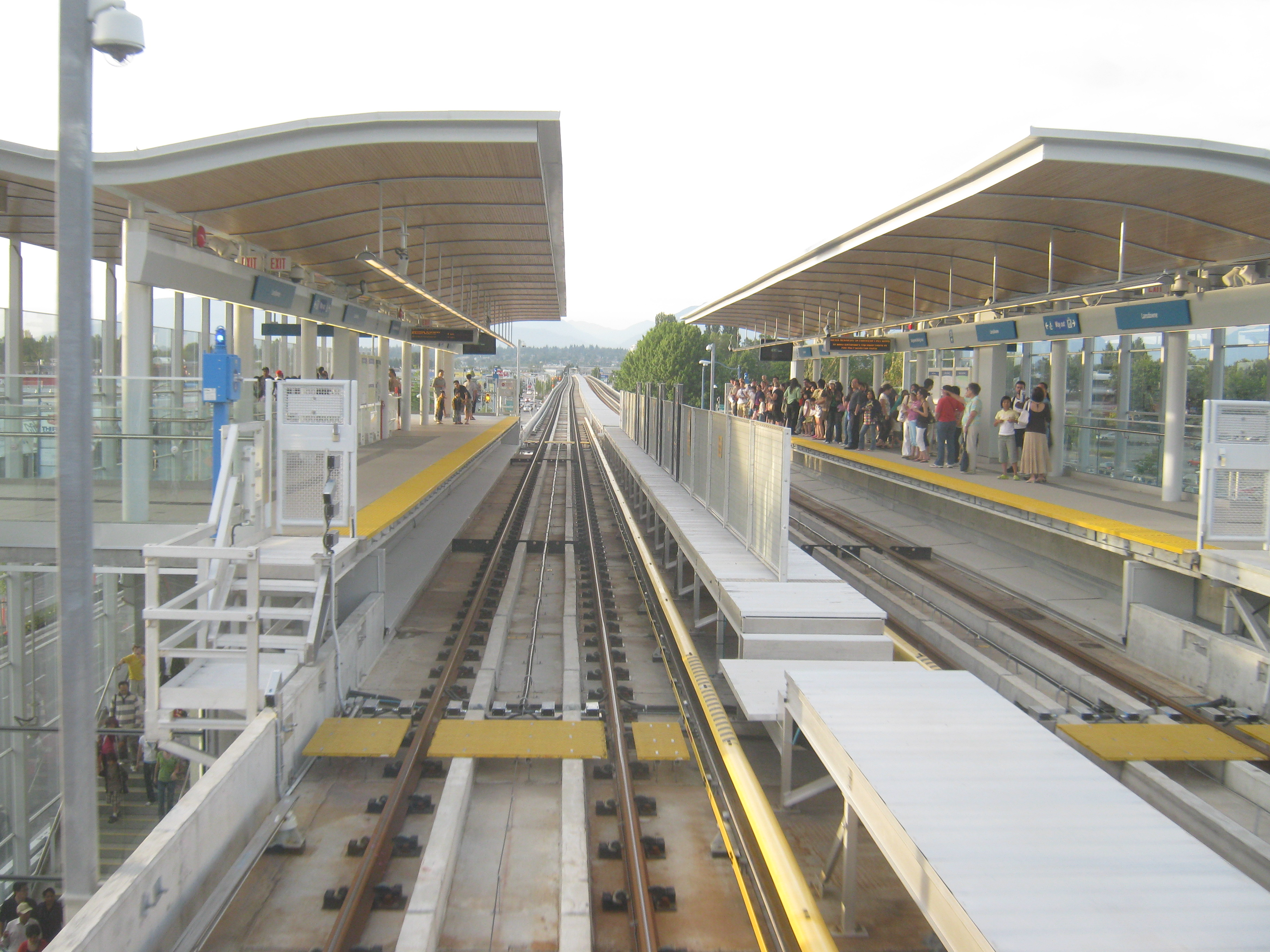
ランズダウン駅

ランズダウン駅（英: Lansdowne Station）は、カナダ・ブリティッシュコロンビア州・リッチモンドにある、スカイトレイン カナダ・ライン の駅である。

## 歴史
- 2009年8月17日：カナダ・ラインの駅として開業[1]。
- 2016年1月 - ICカード「コンパスカード」の利用が可能となる[2]。

## 駅構造
相対式ホーム2面2線を有する高架駅である。
| ホーム | 路線          | 行先                             |
| ------ | ------------- | -------------------------------- |
| 上り   | ■カナダライン | ウォーターフロント駅方面         |
| 下り   | ■カナダライン | リッチモンド・ブリグハウス駅方面 |

## 路線
施設
- ランズドーン・センター

バス路線
スカイトレインが運行しない深夜には夜行バスN10が運行しており。
| ホーム | 路線 |
| ------ | --- |
| 1      | 403 系統 - ブリッジポート駅 410 系統 - 22丁目駅 N10 系統 - ブリグハウス駅（夜行バス）                                                 |
| 2      | 405 系統 - カンビー 416 系統 - 東カンビー (特)                                                                                        |
| 3      | 403 系統 - No.3道路 410 系統 - ブリグハウス駅 N10 系統 - ダウンタウン（夜行バス）                                                     |
| 4      | 403 系統 - No.3道路 405 系統 - No.5道路 410 系統 - ブリグハウス駅 416 系統 - ブリグハウス駅(特) N10 系統 - ブリグハウス駅（夜行バス） |

## 隣の駅
■カナダライン・リッチモンド・ブリグハウス駅支線
アバディーン駅 - ランズダウン駅 - リッチモンド・ブリグハウス駅